# Demetrio (Piccinni)
Demetrio és una òpera en tres actes composta per Niccolò Piccinni sobre un llibret italià de Pietro Metastasio. S'estrenà al Teatro San Carlo de Nàpols el 30 de maig de 1769.	

A Catalunya, s'estrenà el 1771 al Teatre de la Santa Creu de Barcelona.